# Fêtes mauriciennes
Les Fêtes mauriciennes sont célébrées à l'Île Maurice. L'île est le point de rencontres de fêtes hindoues, chrétiennes, musulmanes, et chinoises, auxquelles s'ajoutent des commémorations liées à l'histoire,. Il y a eu, au moment de l'accès à l'indépendance de l'île, en 1968, une redistribution des jours fériés et jours chômés, en fonction de l'importance des différentes communautés,.

## Thaipoosam Cavadee

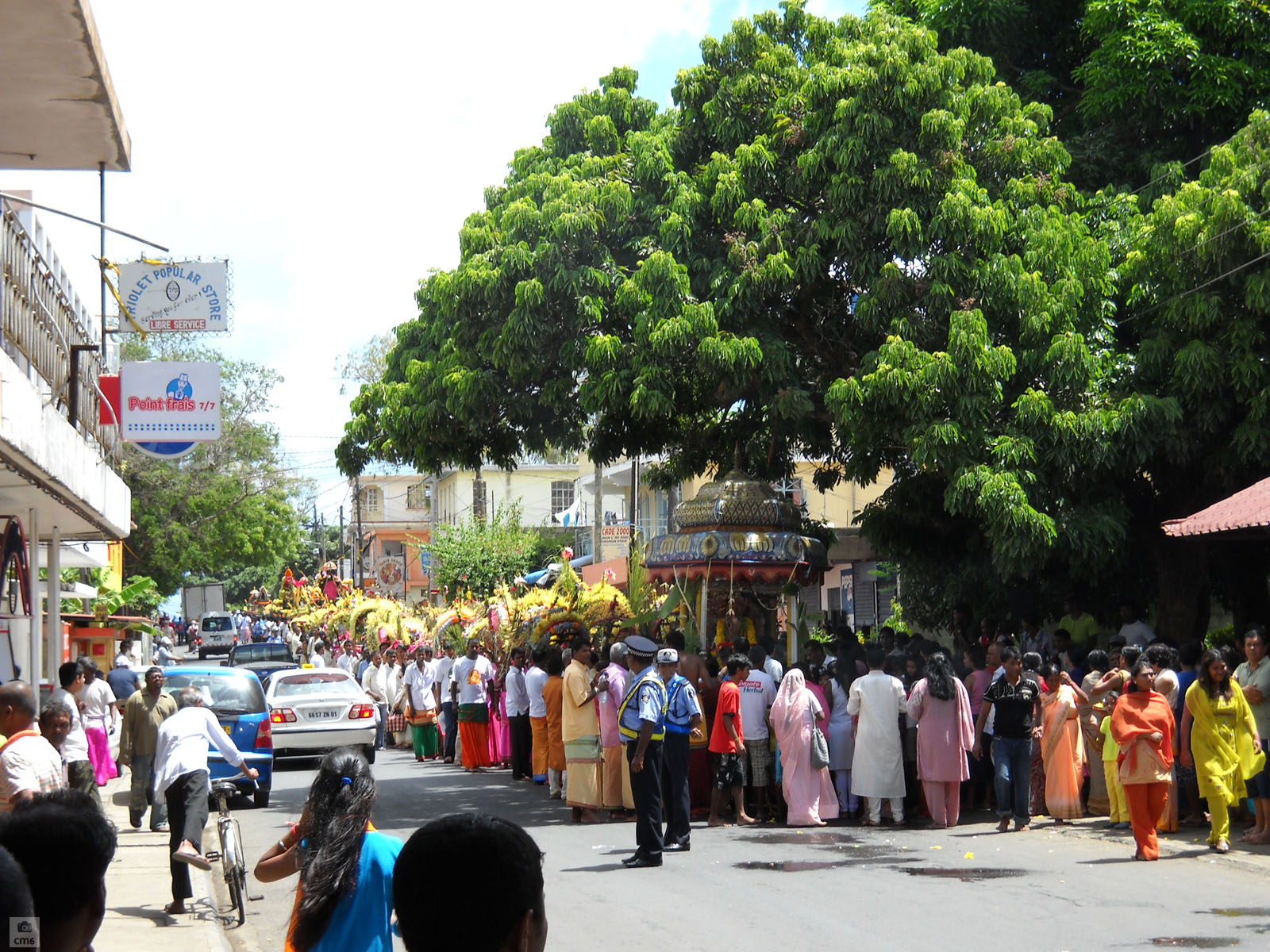
Défilé Cavadee

Fête d’origine tamoule, Thaipoosam Cavadee marque la fin de dix jours de jeûne par un rite de purification d'origine hindoue, organisé en fonction du calendrier_luni-solaire. Le Cavadee est une arche de bois couverte de fleurs et d’offrandes  portée par les participants pendant plusieurs heures, de la rive d'un fleuve à un temple. Leurs corps, pour certains, sont percés d’aiguilles auxquelles sont suspendus de petits objets et de fruits, une souffrance qu'ils s'affligent pour élever l'âme,. « Refuge - souvent obligé - de la pauvreté et de l'espérance, la religion mobilise la population tout entière en de multiples fêtes qui ponctuent la vie quotidienne des Mauriciens. La moins impressionnante n'est pas le " Cavades ", qui, sur un trajet de 5 kilomètres, dans la banlieue de Port-Louis, réunit, à la fin du mois de janvier, en plein cœur de l'été, plus de deux mille Tamouls venus de toute l'île pour remercier le seigneur Moorooga ou obtenir son pardon ».

## Nouvel an chinois ou fête du printemps

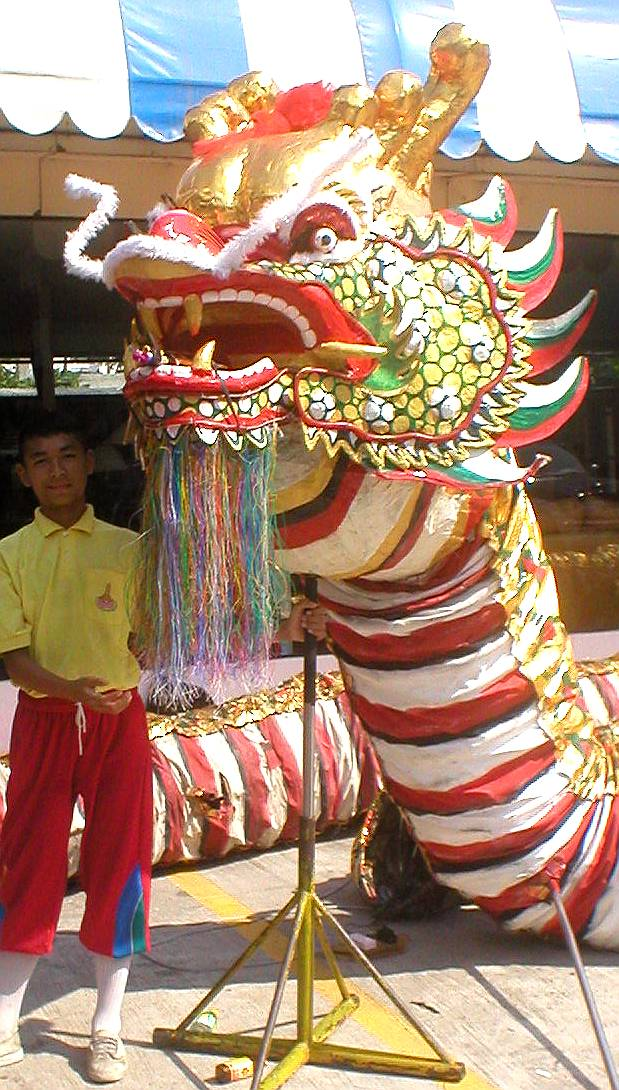
Dragon nouvel an chinois

Chaque année, en fonction du calendrier_chinois, la communauté chinoise de l’île fête l’arrivée du printemps,autrement appelé Nouvel An chinois, à grand renfort d’offrandes aux pagodes, de parades, de dragons, de danse, de décorations et lanternes, de feux d’artifice, et de pétards, destinés à faire fuir les démons,.

## Fête de l'Abolition de l’esclavage
Chaque 1er février, cérémonies, concerts et spectacles célèbrent la fin de l’esclavage à l’île Maurice en 1835. Cette fête est très suivie par la communauté créole.

## Maha Shivaratree

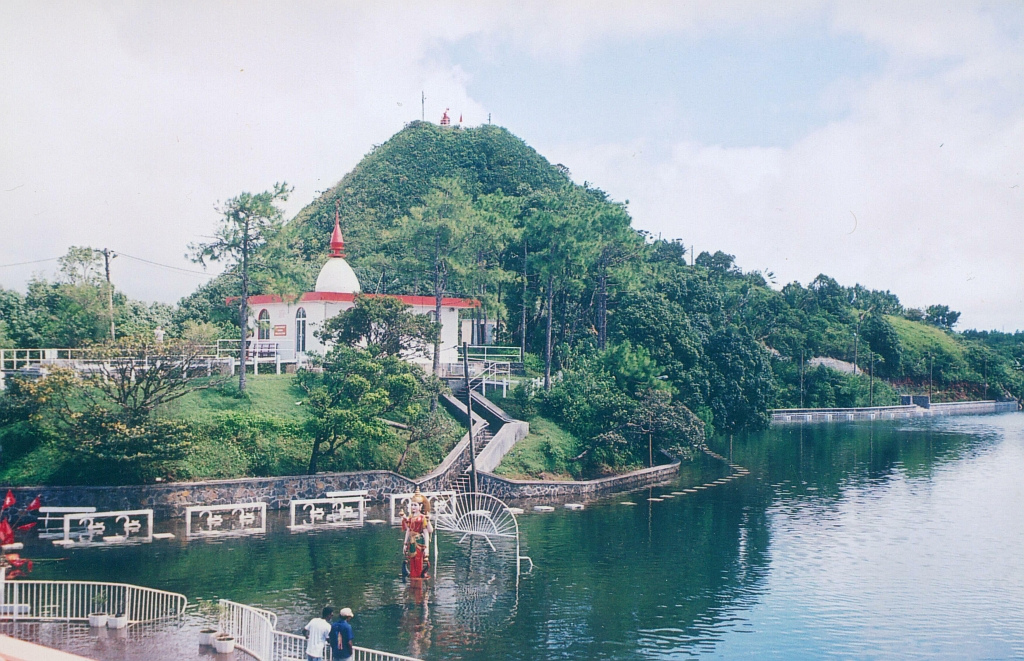
Temple Grand bassin Mauritius

En fonction du calendrier luni-solaire, Maha Shivaratree, célébrée en l’honneur du dieu Shiva, est l’une des fêtes les plus suivies de la communauté hindoue de l’île. Elle dure 4 jours. Lors de la Grande Nuit, qui suit une période de jeûne et de chasteté, des centaines de milliers de fidèles se rendent en procesion au lac sacré de Grand Bassin, vêtus de blanc,.

## Fête nationale

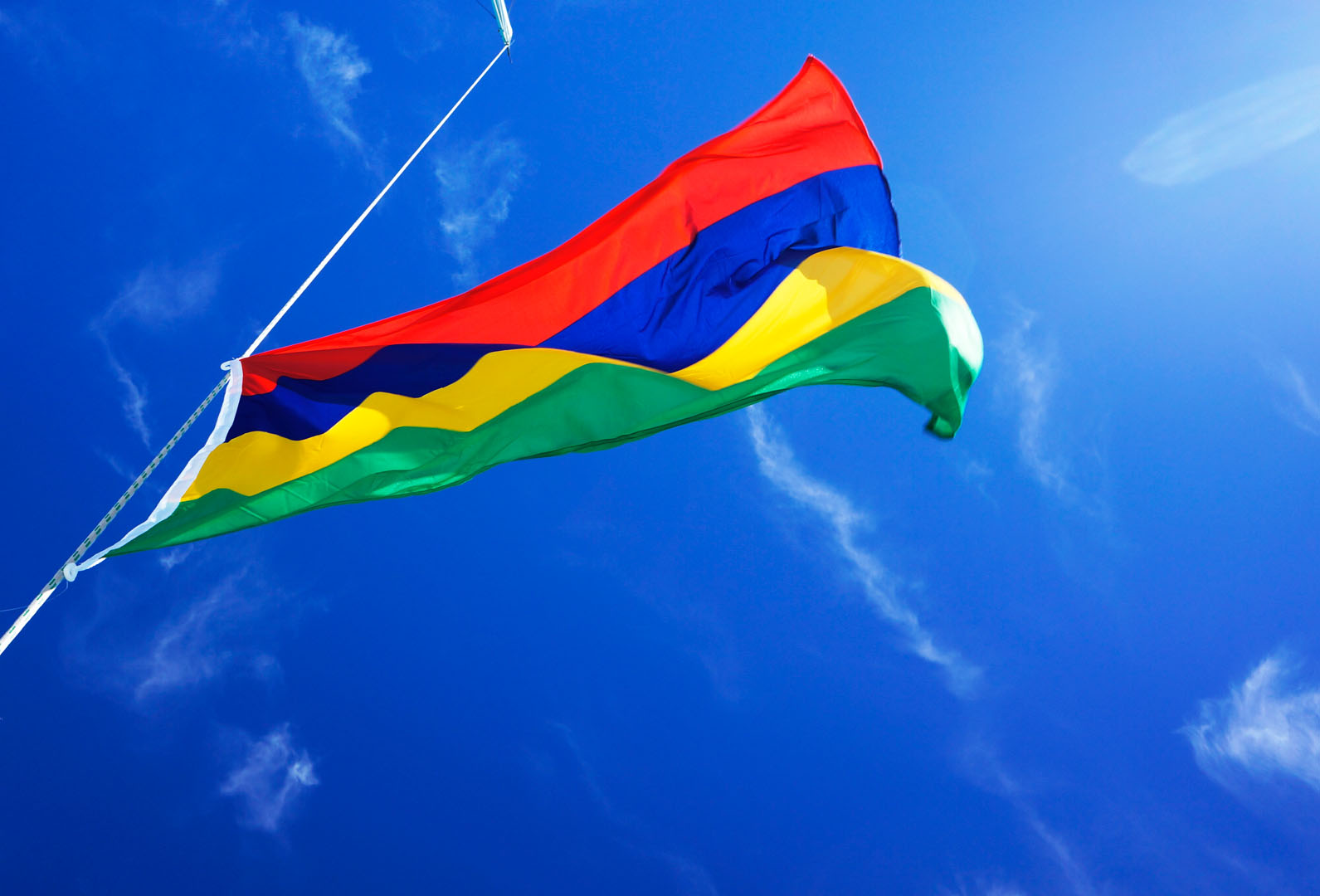
Drapeau Mauricien

Comme beaucoup de pays, l'île célèbre chaque année le jour anniversaire de l’indépendance, proclamée le 12 mars 1968. À midi a lieu la cérémonie protocolaire du lever de drapeau au son de l’hymne national mauricien et l’après-midi, des manifestations culturelles, parades et commémorations se déroulent à travers l’île.

## Holi, la fête des couleurs
Holi, fête hindoue de l’équinoxe de printemps, glorifie le 20 mars la fécondité et l’amour. Dans la nuit qui la nuit qui la précède, des feux de joie sont allumés pour symboliser la destruction du démon Holika. Le jour de la fête, les participants s'aspergent avec de l’eau et de la poudre colorée,.

## Assomption

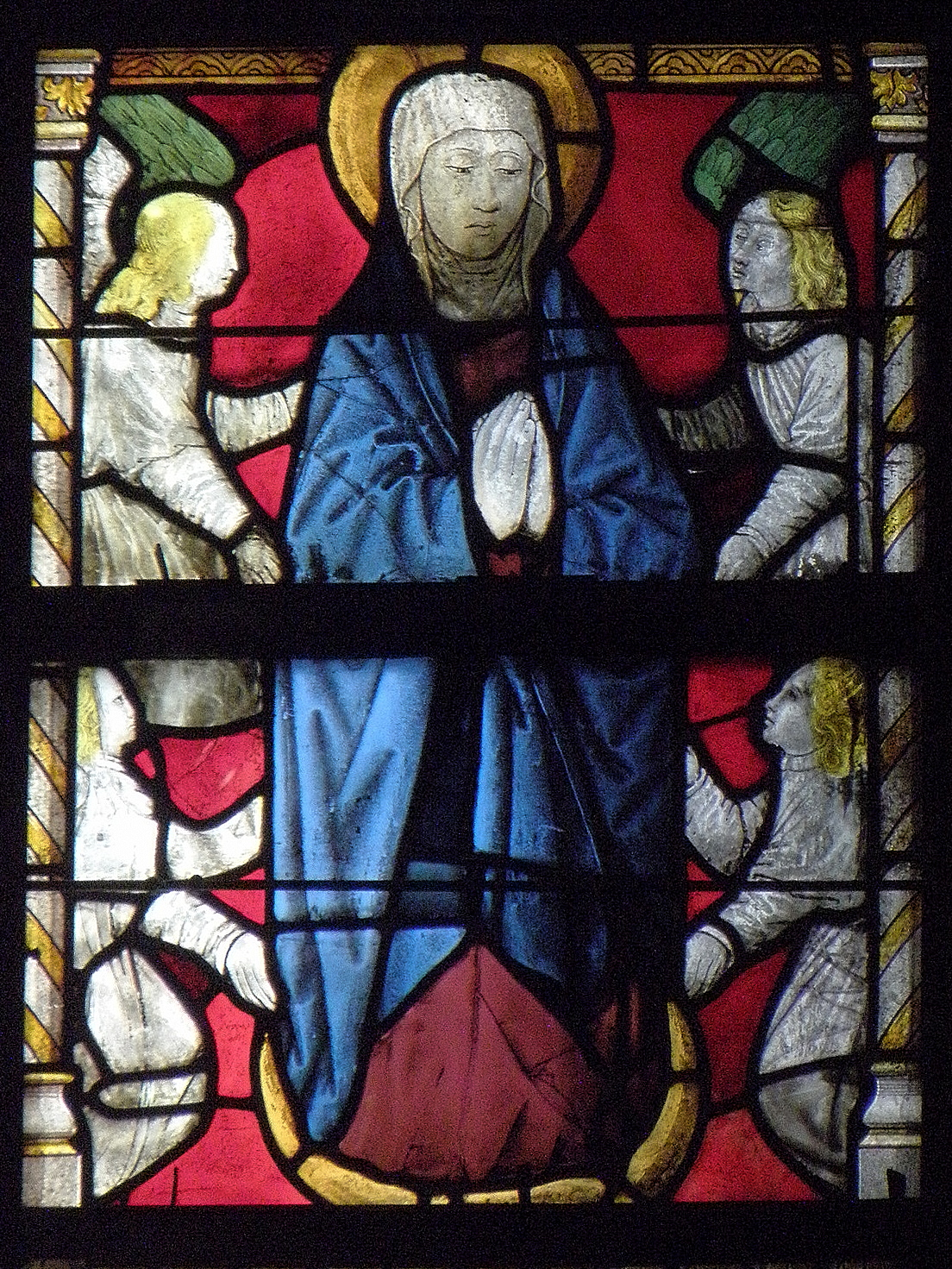
Vierge Marie

Plusieurs messes et processions sont célébrées à travers l’île lors de la fête chrétienne de l'Assomption. La plus somptueuse est certainement celle donnée à Marie-Reine-de-la-Paix, sanctuaire dédié à la Sainte Vierge.

## Aïd-el-Fitr

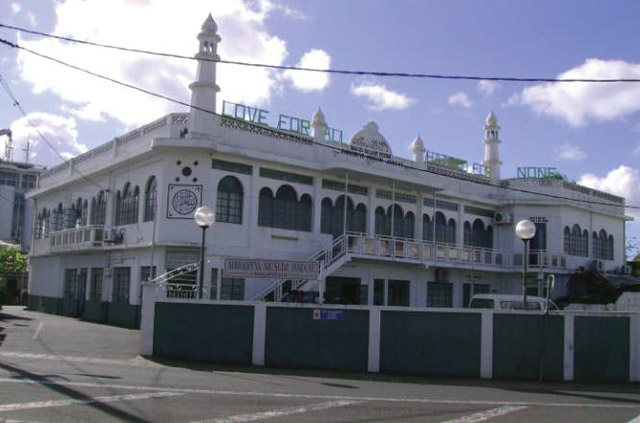
Mosquée île Maurice

L’Aïd-el-Fitr célèbre la fin du ramadan. Après 30 jours de jeûne, c’est un jour de réjouissances que l’on fête avec des prières, des cadeaux et avec un repas de briani, plat musulman importé d’Inde, typique à Maurice. Selon le pays, l’Aïd n’a pas lieu le même jour.

## Fête Jacques Désiré Laval

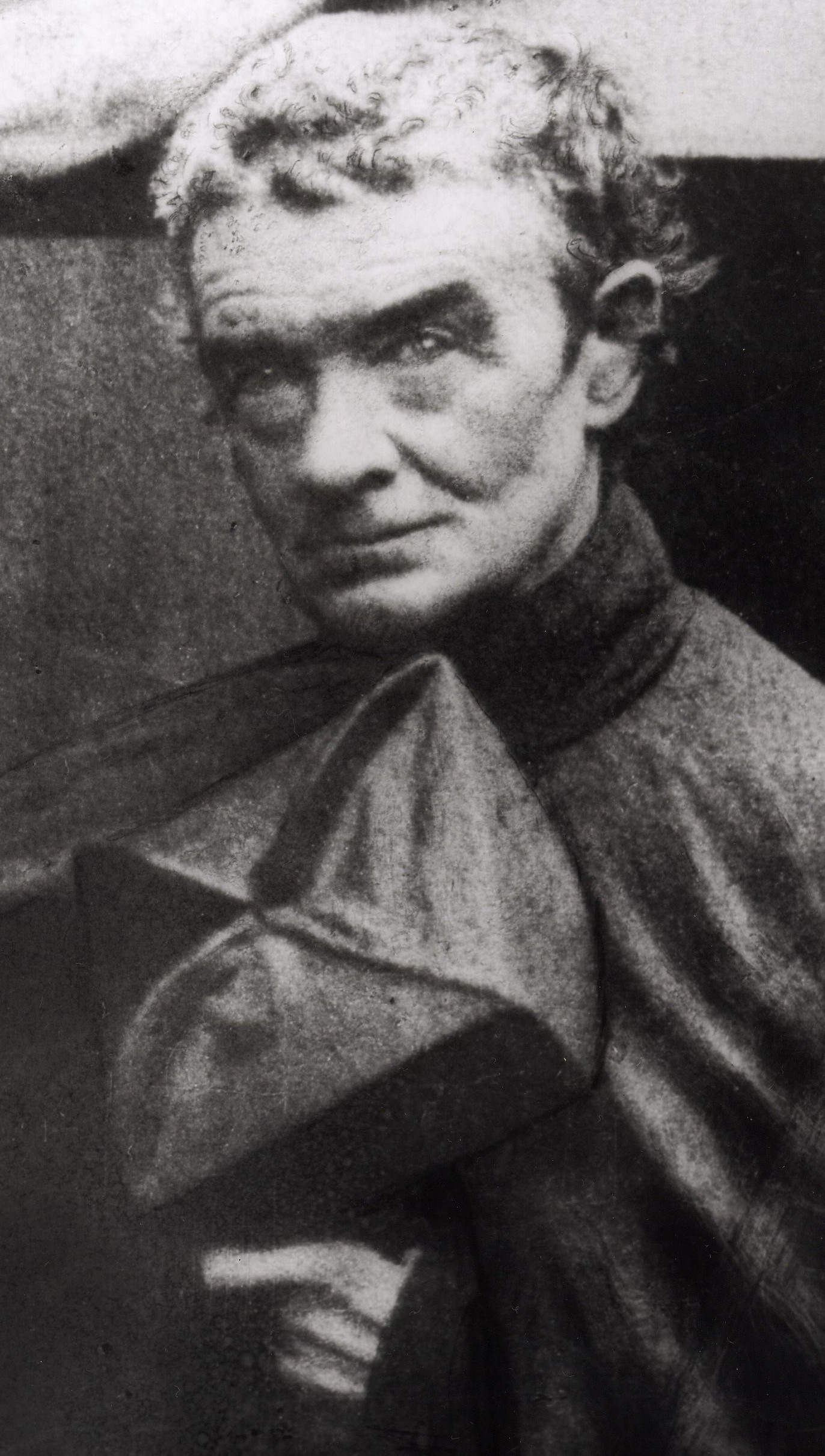
Jacques Désiré Laval

Le 8 septembre, Jacques-Désiré Laval, « l’Apôtre des Noirs », est fêté par des Mauriciens, qui viennent, sur son tombeau, se recueillir et invoquer des miracles, à Sainte-Croix. Des messes animées, en plein air, sont également organisées,. 

## Divali, la fête des lumières
Le 26 octobre, cette fête représente pour les Hindous la victoire du Bien sur le Mal. Elle célèbre la libération de Sita et le retour de son mari Rama, le 7e avatar de Vishnu. À cette occasion, des lampes en argile sur posées le long des murs, des balcons et des jardins. Censées éclairer le chemin, elles sont allumés quand le coucher du soleil arrive,.